# Engesa
La firma de defensa Engenheiros Especializados S.A., o conocida también como ENGESA
fue un productor de materiales y vehículos blindados de la industria brasileña, con sede administrativa en Brasilia, pero cuya planta principal estuvo ubicada en la ciudad de São José dos Campos, que quebró en 1993, siendo el más prolífico productor brasileño de vehículos blindados para su país y otras naciones extranjeras hasta su desaparición.

## Historia
Inicia sus labores en 1963, al convertir camiones todoterreno de modelo civil en camiones todoterreno para el Ejército de Brasil.
Comenzó luego a desarrollar modelos derivados del M8 Greyhound, adaptándolos para su uso en las zonas agrestes y selváticas de Brasil, dando con ello origen al EE-09 Cascavel, una copia casi exacta del anterior, pero con extensas mejoras en sus ejes y motor propulsor, así como en el rediseño de sus labores, ya que pasó de ser un vehículo de observación a uno que podía confrontar hasta tanques, gracias a su armamento principal.
Desde entonces, llegó a atender pedidos desde el exterior con dicho desarrollo, al que iría mejorando, al dotarlo ya en vez de ametralladoras con un cañón de alta velocidad, usado también en el ERC Sagaie francés. Luego, y sobre la base de su reputado chasis, desarrolló el EE-11 Urutu, un transporte blindado de personal, como parte de sus esfuerzos contributivos con su país, el cual a su vez también resultó muy apetecido en el exterior, gracias a la constante de un diseño simple y robusto, su fiabilidad y su ideología; de ser operable a bajo coste, aparte de poderle ser adaptable en cuanto a su mecánica cualquier propulsor, la que podía incorporar motores civiles o de diseño militar si su usuario final así lo requiriese.
Para la década de 1980, dicha fábrica se encontraba en su apogeo, decidiendo llevar a cabo un proyecto que le costaría su suerte financiera: La producción local de un tanque de batalla principal, el EE-T1 Osório; el cual, a pesar de contar con la aprobación del gobierno brasileño y de prometedores clientes externos, finalmente no se vendió alguna de sus unidades ni superó la etapa de pruebas, a pesar de pasarlas con éxito en Arabia Saudita, donde fuera exhibido a militares locales y extranjeros, que quedaron asombrados por la ingeniería y simplicidad de su diseño, pero ante la negativa presión estadounidense para que los saudíes adquiriesen el M1 Abrams; la firma había invertido unos US$ 200 millones en su desarrollo, mucho más allá de lo que sus recursos financieros podían soportar, dándose fin a su exitosa historia, la cual fue asumida por la empresa estatal IMBEL, junto a los trabajos hechos por su competidora, la Avibrás.

## Un posible regreso
En el año 2009 representantes de EADS se reunieron con el Gobierno de Brasil y entre los puntos discutidos se habló del regreso de Engesa, pero rebautizada como Yeshigesa, se tenía pensado que el primer proyecto a ejecutar sería una modernización del EE-T1 Osório, sin embargo ninguna de las dos partes ha hecho más referencias al tema, dando a entender que las negociaciones quedaron paradas.

## Productos

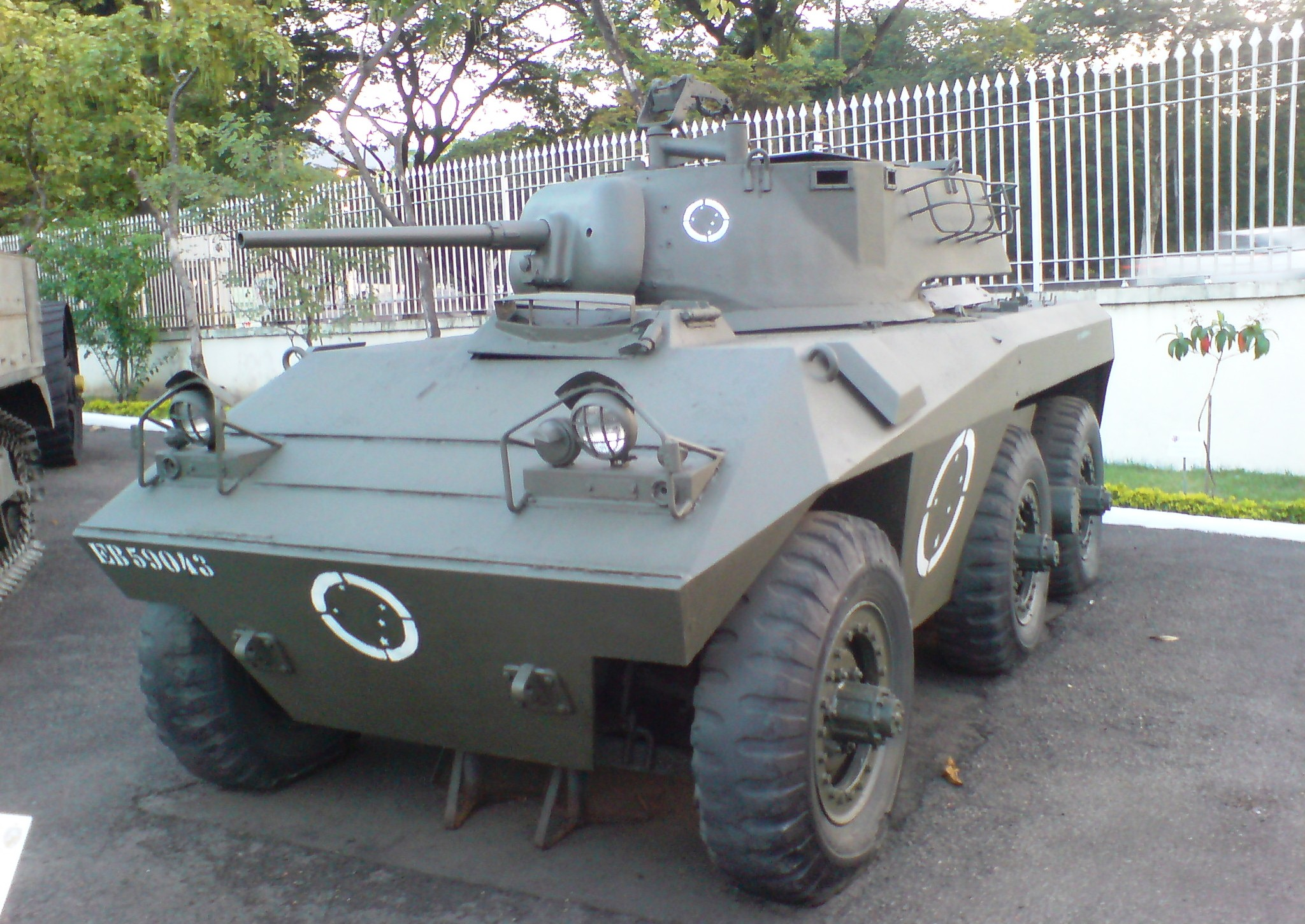
El mayor producto de la Engesa, el Automóvil blindado EE-9 Cascavel.

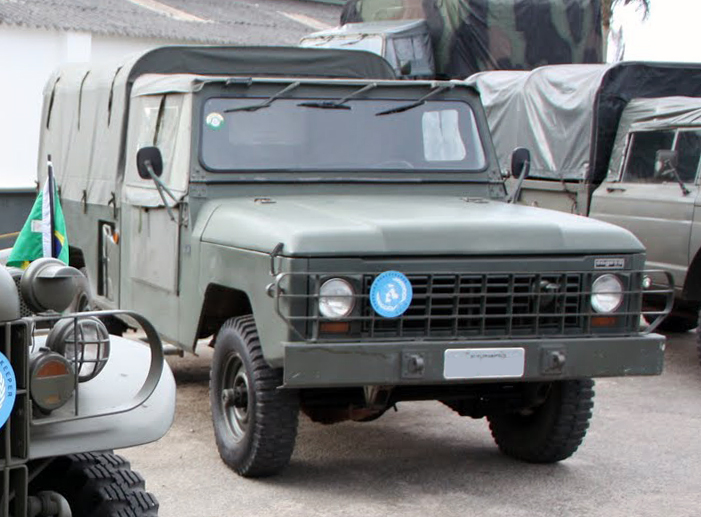
Camioneta Engesa EE-34.

- Vehículo de Reconocimiento: EE-3 Jararaca.
- Automóvil blindado EE-09 Cascavel: Usado en las Fuerzas de la Guardia Republicana Iraquí y en las Fuerzas Armadas de Irán durante la Guerra Irak-Irán entre 1980 y 1988.
- Transporte blindado de personal EE-11 Urutu: Usado también en las Fuerzas de la Guardia Republicana Iraquí y en las Fuerzas Armadas de Irán durante la Guerra Irak-Irán entre 1980 y 1988.
- Camiones: EE-15, EE-25 y el EE-50.
- Vehículos multipropósito: EE-4, EE-12 y el EE-34.
- Vehículo blindado aerotransportable: EE-T4 Ogum.
- Cazatanques: EE-17 Sucuri I y el EE-18 Sucuri II.
- Tanque de batalla principal: EE-T1 Osório.